# كريدا
كريودا ( Cryda أو Crida، القرن السادس) أحد الملوك الأوائل لمملكة مرسيا الأنجلوسكسونية، الذين حكموا في نهاية القرن السادس.
على الرغم من ذكره في شجرة أنساب موجودة في الوقائع الأنجلوسكسونية، إلا أن كريودا لم يُمنح لقب ملك. يشكك بعض العلماء في وجوده. كتبت باربرا يورك ‏ : "على الرغم من أنه من الممكن أن يكون نوع ما من قائمة الملكية هو مصدر المعلومات (على الرغم من أن قوائم ورسستر تبدأ بـ بيندا)، لا يمكن أن تكون هذه الإدخالات أكثر من مجرد تخمين ذكي يعتمد على أسماء مشتقة من بيدا وسلسلة نسب إيثيلرد، في حين يبدو أن التواريخ متأثرة بإدخال في السجل الأنجلوسكسوني لوفاة أحد غربي ساكسون كريودا...تسمح لنا المصادر الباقية أن نقول بثقة أكثر بقليل من أن مملكة مرسيا كانت موجودة بحلول النهاية من القرن السادس.".
ويشارك أستاذ تاريخ العصور الوسطى نيكولاس بروكس موقف يورك، وكتب: "على الرغم من تأييد البروفيسور ديفيز المبدئي لتاريخية هذه المادة، إلا أنه لا يمكن القول إنه من الواضح حتى الآن أن ما يكمن وراء هذه الإدخالات المتناثرة في أعمال هنري هانتينغدون ‏، وروجر أوف ويندوفر ‏، وماثيو الباريسي ليس أكثر أهمية من بعض التخمينات المبتكرة التي قام بها راهب إنجليزي، ربما يعود تاريخها إلى أوائل القرن الثاني عشر، استنادًا إلى الأسماء الموجودة في كتاب بيدا، وأنساب ملوك مرسيا، وسجل الوقائع الأنجلوسكسونية. وبناءً على هذا التفسير، لا يثير الدهشة أن تتوافق هذه المعلومات إلى حد ما مع الشذرات المتاحة لدينا حول تاريخ مرسيا المبكر؛ لأن جامع هذه المدخلات ربما يكون قد اطلع على نفس المصادر التي بحوزتنا". 
يورد ذكر احتمال أن يكون كريودا ملكًا لمرسيا لأول مرة في كتاب هيستوريا أنجلوروم، الذي ألفه هنري هانتينغدون ‏ في النصف الأول من القرن الثاني عشر. وقد حدد هنري هنتينغدون وفاة كريودا المفترضة في عام 593، ولكن يبدو أن هذا التاريخ خاطئ ويستند على لبس. ففي نفس العام، ورد ذكر وفاة رجل يُدعى كريدا، لكن السياق يشير إلى أن الرجل المحتضر كان من الغرب الساكسوني وليس مرسيان. 
سُجّل كريدا بواسطة نسب المرسيين في المجموعة الأنجلية ‏ على أنه ابن سينوالد وحفيد إيسل، الجد المسمى لعائلته، إيكلنغاس.